# Династія Мак
Династія Мак (в'єт. Nhà Mạc / triều Mạc; кит.: 茹莫 / 朝莫) (1527 —1677 роки) — в'єтнамська династія, що правила в державі Дайв'єт. Затвердилася внаслідок повалення династії Ле. З 1533 року вела запеклі війни з останньою. З 1592 року після втратити столиці охоплювала невелику територію під протекторатом Китаю.

## Історія
На початок XVI ст. рід Мак стає одним з потужніших разом зі знатними родами Чінь та Нгуєн. У 1516 році очільник роду Мак Данг Зунг долучився до приборкання селянського повстання на півночі Дайв'єту, яке тривало до 1521 року. 1522 року Мак Данг Зунг вступив у конфлікт з імператором Ле Тьєу Тонгом, який втік на південь. Також завдано ударів по кланах Нгуєн і Чінь. Після цього спочатку було поставлено номінального імператора Ле Кунг Хоанга, якого в свою чергу у 1527 році було повалено й оголошено про утворення династії Мак.
З самого початку нова династія стикнулася з протистоянням з боку вірних династії Ле родів Нгуєн і Чінь. На бік останніх перейшли держава Лансанг та китайська династія Мін. Але 1528 році з ними вдалося замиритися та водночас взяти під контроль усю територію Дайв'єту.
1530 року Мак Данг Зунг, що правив під ім'ям Мінь Дик, передав трон синові Мак Данг Зоаню, але залишився фактичним правителем.
У 1533 році спільні війська князів Нгуєн і Чінь відвоювали більшу частину Дайв'єту, де відновили династію Ле на троні. Новим імператором став Ле Чанг Тонг. Але династія Мак продовжувала контролювати значну частину півночі держави та столицю Донг Кінь. 1537 року проти династії Мак виступила китайська армія, але Мак Данг Зунгу знову вдалося владнати ситуацію.
1540 році після смерті номінального імператора Мак Данг Зоаня, Мак Данг Зунг поставив новим правителем свого онука Мак Фук Хая. У 1541 році після смерті Мак Данг Зунга становище Мак суттєво погіршилося внаслідок внутрішньої боротьби кланів. Невдовзі фактична влада перейшла до Нгуен Кіня (названого сина Мак Данг Зунга), що особисто володів західними провінціями держави. Втім війська Мак зазнали декількох поразок від вірних династії Ле військ. В результаті останні повністю підкорили області на південь від Донг Кіня.
1546 року після раптової смерті Мак Фук Хая почалася нова боротьба за владу. В результаті було оголошено двох імператорів — Мак Фук Нгуєна в столиці Донг Кінь та Мак Чінь Чунга в Хингняні. Боротьба тривала до 1547 року й завершилася перемогою першого та суттєвим послабленням династії Мак. Водночас виникли конфлікти з Китаєм. 1551 року, скориставшись конфліктом Мак Фук Нгуєна з військовиком Ле Ба Лі, війська династії Ле на чолі з Чінь Кіємом почали нову війну проти династії Мак. Втім військам на чолі з Мак Кінь Дієном вдалося зберегти контроль над північчю держави. При цьому останній фактично став правителем до 1580 року.
За правління Мак Мау Хопа становище протягом 1570—1580-х років зміцнилося, налагодилися відносини з Китаєм. Проте 1592 року Маки зазнали поразки від династії Ле, а сам Мак Мау Хоп загинув. Також супротивник захопив столицю Донг Кінь. З цим фактична влада династії Мак завершилася. Наступний правитель Мак Кінь Тьі був лише номінальним імператором Дайв'єту, контролюючи область Каобанг. Його спроби відвоювати Донг Кінь виявилися невдалими. Вже 1593 року Мак Кінь Тьі потрапив у полон.
Новий правитель Мак Кінь Кунг переніс резиденцію до міста Ваннінь. Спротив також було організовано в провінціях Тхайнгуєн і Анкуанг. Втім у 1597 року мінський уряд Китаю визнав Ле Тхе Тонга правителем Дайв'єту.
Влада Мак зберігалася в Каобанзі до 1644 року, коли династія мін була повалена в Китаї. З цього часу князя Чінь, що фактична правили в Дайв'єті почали новий наступ на володіння Мак. 1667 року останні фактично втратили підвладні землі, а 1677 року зазнали остаточної поразки.